# Выборы губернатора Владимирской области (2018)
Выборы губернатора Владимирской области прошли во Владимирской области в сентябре 2018 года. Первый тур прошёл 9 сентября в единый день голосования, одновременно с выборами в Законодательное собрание. Губернатор избирается сроком на 5 лет. Так как никто из кандидатов в губернаторы не набрал абсолютного большинства голосов, второй тур был назначен на 23 сентября. В него вышли действующий губернатор Светлана Орлова («Единая Россия») и кандидат от ЛДПР Владимир Сипягин. Во втором туре выборов победу одержал Владимир Сипягин (57,03%).
На 1 января 2018 года в области было зарегистрировано 1 140 816 избирателей. Это на 48 тысяч меньше, чем на предыдущих выборах 2013 года (1 189 006 избирателей).

## Предшествующие события
В марте 2013 года, после окончания срока губернаторских полномочий Николая Виноградова (КПРФ), президент Владимир Путин назначил временно исполняющим обязанности губернатора Светлану Орлову (Единая Россия). В сентябре 2013 года, после 13-летнего перерыва, состоялись губернаторские выборы, итоговая явка избирателей составила 28,52 %. Орлова получила 74,73 % голосов, Анатолий Бобров (КПРФ) — 10,64 %. При этом в выборах из-за межпартийных договорённостей не участвовал амбициозный депутат заксобрания Антон Беляков (СР) — после выборов ставшая губернатором Орлова назначила его своим представителем в Совете Федерации.
25 апреля 2018 года депутаты заксобрания приняли ряд поправок в «Избирательный кодекс Владимирской области», среди которых, в частности, сокращён до 10 дней период для регистрации кандидатов.

## Ключевые даты
- 6 июня 2018 года заксобрание Владимирской области назначило выборы на 9 сентября 2018 года — единый день голосования (за 100—90 дней до дня голосования)[5].
  - 7 июня избирательная комиссия Владимирской области опубликовала расчёт числа подписей, необходимых для регистрации кандидата[6].
  - с 10 июня по 10 июля (следующие 30 дней) — период выдвижения кандидатов (начинается со следующего дня после назначения выборов)
    - агитационный период начинается со дня выдвижения кандидата и прекращается за одни сутки до дня голосования.
    - период сбора подписей муниципальных депутатов начинается после выдвижения кандидата.
- с 15 июля до 18:00 25 июля[7] (55—45 дней до дня голосования) — представление документов для регистрации кандидатов; к заявлениям должны прилагаться листы с подписями муниципальных депутатов и список трёх кандидатов на должность члена Совета Федерации.
  - решение Избирательной комиссии Владимирской области о регистрации кандидата — в течение 10 дней со дня подачи документов в избирком
- с 11 августа по 7 сентября — период агитации в СМИ (начинается за 28 дней до дня голосования)
- 8 и 22 сентября — «день тишины».
- 9 сентября — день голосования.
- 23 сентября — второй тур выборов.

## Выдвижение и регистрация кандидатов
Во Владимирской области кандидаты выдвигаются только политическими партиями, имеющими право участвовать в выборах. Самовыдвижение не допускается.
Каждый кандидат при регистрации должен представить список из трёх человек, один из которых, в случае избрания кандидата, станет представителем правительства региона в Совете Федерации.
Для регистрации кандидату требуется поддержка муниципальных депутатов, поддержка избирателей не требуется.

### Муниципальный фильтр
Количество подписей муниципальных депутатов, необходимых для регистрации кандидата в губернаторы может варьироваться от 5 % до 10 %. Во Владимирской области кандидаты должны собрать подписи 8 % муниципальных депутатов и глав муниципальных образований (в 2013 году 136—142 подписи). Среди них должны быть подписи депутатов районных и городских советов и (или) глав районов и городских округов в количестве 8 % от их общего числа (в 2013 году 37—39 подписей). При этом подписи нужно получить не менее чем в трёх четвертях районов и городских округов, то есть в 16 из 21.
7 июня 2018 года избирком опубликовал расчёт, по которому каждый кандидат должен собрать от 128 до 134 подписей депутатов всех уровней и глав муниципальных образований, из которых от 35 до 37 — депутатов райсоветов и советов городских округов и глав районов и городских округов не менее чем 16 районах и городских округах.

## Кандидаты
| Кандидат           | Должность (на момент выдвижения) | Субъект выдвижения       | Статус                   | Дата регистрации | Кандидаты в Совет Федерации                   |
| ------------------ | --- | ------------------------ | ------------------------ | ---------------- | --------------------------------------------- |
| Иван Алтухов       | председатель владимирской общественной организации «Объединение активистов общественного самоуправления „Добрая воля“» | КПСС                     | снялся после регистрации | 3 августа        | Р. А. Филатов С. В. Ефимова Ю. В. Скворцова   |
| Сергей Бирюков     | Руководитель Департамента партии по работе с регионами Управления организационно-партийной работы | «Справедливая Россия»    | зарегистрирован          | 3 августа        | Н. М. Амелин О. Е. Артемов А. В. Маринин      |
| Сергей Глумов      | индивидуальный предприниматель | «Патриоты России»        | зарегистрирован          | 3 августа        | И. П. Шубников В. Г. Григорян С. В. Кравченко |
| Александр Леонтьев | генеральный директор ООО «Каскад», депутат Совета народных депутатов Камешковского района | «Народ против коррупции» | снялся с выборов         | —                |                                               |
| Светлана Орлова    | губернатор Владимирской области | «Единая Россия»          | зарегистрирована         | 3 августа        | С. А. Мартынов В. Ю. Картухин Н. В. Юдина     |
| Олег Павлецов      | специалист по кадрам, по реабилитационной работе отделения диагностики и разработки программ социальной реабилитации Балашихинского реабилитационного центра для детей и подростков с ограниченными возможностями «Росинка» | «Гражданская инициатива» | снялся с выборов         | —                |                                               |
| Владимир Сипягин   | председатель постоянного комитета по аграрной политике, природопользованию и экологии Законодательного собрания Владимирской области                                                                                        | ЛДПР                     | зарегистрирован          | 3 августа        | С. В. Корнишов И. И. Лютков А. Ю. Пронюшкин   |
| Максим Шевченко    | индивидуальный предприниматель | КПРФ                     | отказ в регистрации      | —                |                                               |

## Результаты выборов
| Место                                                                                        | Место                                              | Кандидат                                           | Первый тур | Первый тур | Второй тур | Второй тур |
| Место                                                                                        | Место                                              | Кандидат                                           | Голосов    | %          | Голосов    | %          |
| -------------------------------------------------------------------------------------------- | -------------------------------------------------- | -------------------------------------------------- | ---------- | ---------- | ---------- | ---------- |
|                                                                                              | 1.                                                 | Сипягин, Владимир Владимирович                     | 116 135    | 31,19      | 247 630    | 57,03      |
|                                                                                              | 2.                                                 | Орлова, Светлана Юрьевна                           | 135 633    | 36,42      | 162 639    | 37,46      |
|                                                                                              | 3.                                                 | Бирюков, Сергей Евгеньевич                         | 65 105     | 17,48      |            |            |
|                                                                                              | 4.                                                 | Глумов, Сергей Иванович                            | 25 371     | 6,81       |            |            |
| Число недействительных бюллетеней                                                            | Число недействительных бюллетеней                  | Число недействительных бюллетеней                  | 30 121     | 8,09       | 23 918     | 5,51       |
| Критерий                                                                                     | Критерий                                           | Критерий                                           | Первый тур | Первый тур | Второй тур | Второй тур |
| Критерий                                                                                     | Критерий                                           | Критерий                                           | Количество | %          | Количество | %          |
| Действительные и недействительные бюллетени                                                  |                                                    |                                                    |            |            |            |            |
| Число действительных бюллетеней                                                              | Число действительных бюллетеней                    | Число действительных бюллетеней                    | 342 244    | 91,91      | 410 269    | 94,49      |
| Число недействительных бюллетеней                                                            | Число недействительных бюллетеней                  | Число недействительных бюллетеней                  | 30 121     | 8,09       | 23 918     | 5,51       |
| Принявшие участие в голосовании и число избирателей                                          |                                                    |                                                    |            |            |            |            |
| Число избирателей, принявших участие в голосовании                                           | Число избирателей, принявших участие в голосовании | Число избирателей, принявших участие в голосовании | 372 365    | 100,00     | 434 187    | 100,00     |
| Число включённых в список избирателей                                                        | Число включённых в список избирателей              | Число включённых в список избирателей              | 1 131 233  | 100,00     | 1 134 328  | 100,00     |
| Бюллетени                                                                                    |                                                    |                                                    |            |            |            |            |
| Число бюллетеней, выданных на участке                                                        | Число бюллетеней, выданных на участке              | Число бюллетеней, выданных на участке              | 330 974    | 88,82      | 392 247    | 90,32      |
| Число бюллетеней, выданных вне участка                                                       | Число бюллетеней, выданных вне участка             | Число бюллетеней, выданных вне участка             | 41 642     | 11,18      | 42 037     | 9,68       |
| Число бюллетеней, выданных досрочно                                                          | Число бюллетеней, выданных досрочно                | Число бюллетеней, выданных досрочно                | 0          | 0,00       | 0          | 0,00       |
| Число выданных бюллетеней                                                                    | Число выданных бюллетеней                          | Число выданных бюллетеней                          | 372 616    | 100,00     | 434 284    | 100,00     |
| Принявшие участие в выборах (явка избирателей) и голосовании (% от общего числа избирателей) |                                                    |                                                    |            |            |            |            |
| Число избирателей, принявших участие в выборах                                               | Число избирателей, принявших участие в выборах     | Число избирателей, принявших участие в выборах     | 372 616    | 32,94      | 434 284    | 38,29      |
| Число избирателей, принявших участие в голосовании                                           | Число избирателей, принявших участие в голосовании | Число избирателей, принявших участие в голосовании | 372 365    | 32,92      | 434 187    | 38,28      |

## Критика

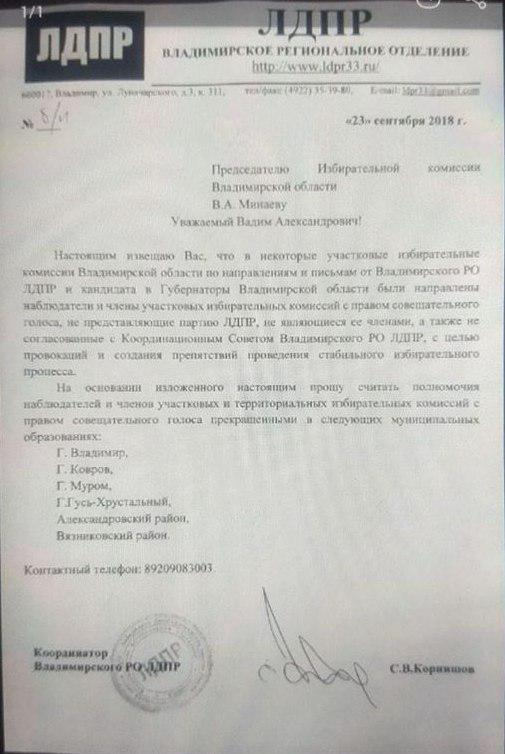
Письмо координатора регионального отделения ЛДПР Сергея Корнишева председателю Избирательной комиссии Владимирской области об отзыве наблюдателей от ЛДПР

Выборы критиковались за отсутствие конкурентной борьбы.
При помощи муниципального фильтра к выборам не были допущены популярные кандидаты, в частности кандидат от КПРФ Максим Шевченко, которого называли единственным настоящим соперником губернатора. Шевченко утверждал, что местным депутатам угрожали разорением бизнеса, увольнением с работы и уголовными делами в отношении их родственников, за подписи в его поддержу, в доказательство чего он предоставил видеозаписи свидетельских показаний депутатов из семи районов. Однако, Избирательная комиссия отказалась их рассматривать.
Всех соперников кандидата от Единой России наблюдатели отнесли к техническим кандидатам. Двое из четырёх кандидатов, Сергей Глумов и Сергей Бирюков, практически не вели избирательной кампании. Каждый из них потратил всего около 80 тысяч рублей на избирательную кампанию, причём из них по 77 тысяч на сбор подписей. Сергей Глумов даже не стал отвечать на вопросы журналистов, он не оставил свои контакты в избирательной комиссии, и журналисты не могли на него выйти.
Даже победившего кандидата, Владимира Сипягина, аналитики относят к техническим. Его избирательная кампания, по мнению аналитиков, указывала на то, что ему не нужна была победа. Руководитель регионального отделения ЛДПР отозвал наблюдателей от кандидата перед подсчётом голосов во втором туре, что было воспринято как отказ от реальной борьбы. Эксперты считают, что победа Сипягина не зависела от него, а стала результатом протестного голосования, возникшего в результате «авторитарного и жесткого стиля в отношении к элитам и населению» Орловой. На протестное голосование указывает также большое число недействительных бюллетеней: 8 % в первом туре, хотя обычно таких бюллетеней 2-3 %.
По мнению политолога Екатерины Шульман, при подсчёте результатов голосования во втором туре с самого начала стали «пририсовать» голоса в пользу Орловой, однако к середине ночи стало понятно, что Орлова сильно проигрывает. Так как за неделю до этого был скандал в связи с фальсификациями на выборах в Приморском крае, результаты которых были отменены региональным избиркомом накануне, в избирательной комиссии Владимирской области решили прекратить попытки фальсификаций, после чего Сипягин стал не просто опережать Орлову, а опережать с немалым отрывом. Шульман считает, что это произошло во многом благодаря работе наблюдателей. Также считает председатель «Межрегионального объединения избирателей» Андрей Бузин, который на этих выборах был членом Вязниковской ТИК с правом совещательного голоса. По его словам, «кому-то наверху стало ясно, что преодоление разрыва в 20 % на фоне Приморья будет выглядеть совсем уж вызывающе». Самые большие перепады голосов заметны в результатах голосования в Муроме. На одних участках там побеждала с большим отрывом Орлова, а на других — Сипягин. При этом, данные с участков, где побеждала Орлова, появились в системе ГАС «Выборы» в основном раньше (из 18 участков, которые появились первыми, на 14 победила Орлова и на 4 Сипягин, а на 18 участках, которые появились последними — наоборот). Кроме того, по наблюдению специалиста по электоральной географии Александра Киреева, на участках, где побеждала Орлова, заметен большой скачок в явке за последние два часа перед закрытием избирательных участков, что свидетельствует о приписках в её пользу, а также большой разброс в количестве недействительных бюллетеней, что также свидетельствует о фальсификациях. Однако там, где явка в эти два часа была стабильной, с большим отрывом побеждал Сипягин. На первом туре такого разделения участков не было.
| Результаты второго тура на участках в избирательном округе Мурома. (Участки упорядочены по явке за последние два часа) Графики недоступны из-за технических проблем. См. информацию на Фабрикаторе и на mediawiki.org. |